# Paul Rigoux
 (octobre 2023).
La mise en forme du texte ne suit pas les recommandations de Wikipédia : il faut le « wikifier ».
Les points d'amélioration suivants sont les cas les plus fréquents :
- Les titres sont pré-formatés par le logiciel. Ils ne sont ni en capitales, ni en gras.
- Le texte ne doit pas être écrit en capitales (les noms de famille non plus), ni en gras, ni en italique, ni en « petit »…
- Le gras n'est utilisé que pour surligner le titre de l'article dans l'introduction, une seule fois.
- L'italique est rarement utilisé : mots en langue étrangère, titres d'œuvres, noms de bateaux, etc.
- Les citations ne sont pas en italique mais en corps de texte normal. Elles sont entourées par des guillemets français : « et ».
- Les listes à puces sont à éviter, des paragraphes rédigés étant largement préférés. Les tableaux sont à réserver à la présentation de données structurées (résultats, etc.).
- Les appels de note de bas de page (petits chiffres en exposant, introduits par l'outil «  Source ») sont à placer entre la fin de phrase et le point final[comme ça].
- Les liens internes (vers d'autres articles de Wikipédia) sont à choisir avec parcimonie. Créez des liens vers des articles approfondissant le sujet. Les termes génériques sans rapport avec le sujet sont à éviter, ainsi que les répétitions de liens vers un même terme.
- Les liens externes sont à placer uniquement dans une section « Liens externes », à la fin de l'article. Ces liens sont à choisir avec parcimonie suivant les règles définies. Si un lien sert de source à l'article, son insertion dans le texte est à faire par les notes de bas de page.
- La présentation des références doit suivre les conventions bibliographiques. Il est recommandé d'utiliser les modèles {{Ouvrage}}, {{Chapitre}}, {{Article}}, {{Lien web}} et/ou {{Bibliographie}}. Le mode d'édition visuel peut mettre en forme automatiquement les références.
- Insérer une infobox (cadre d'informations à droite) n'est pas obligatoire pour parachever la mise en page.

Pour une aide détaillée, merci de consulter Aide:Wikification.
Si vous pensez que ces points ont été résolus, vous pouvez retirer ce bandeau et améliorer la mise en forme d'un autre article.
 (octobre 2023).
Si vous disposez d'ouvrages ou d'articles de référence ou si vous connaissez des sites web de qualité traitant du thème abordé ici, merci de compléter l'article en donnant les références utiles à sa vérifiabilité et en les liant à la section « Notes et références ».
Paul Rigoux est un réalisateur et scénariste de cinéma français né en 1994 à Bordeaux.

## Biographie
Après avoir grandi et fini ses études de droit à Bordeaux, il rejoint Paris ou il intègre la Fémis, au département distribution. En parallèle de son cursus, il réalise son premier court-métrage avec ses camarades de l'école, Ainsi commença le déclin d'Antoine.
Paul est lauréat du concours de scénario du Groupe de recherches et d'essais cinématographiques, ce qui lui permet alors de réaliser son deuxième film, Rapide. Ce dernier est primé, entre autres, à Premiers Plans, Côté Court, FIFIB et sélectionné dans plus d'une trentaine de festivals dans le monde, avant d'être sélectionné aux César 2024 dans la catégorie meilleur court-métrage de fiction.

## Filmographie
- 2021 : Ainsi commença le déclin d'Antoine (court-métrage)[3]
- 2022 : Rapide (court-métrage)[4]

## Distinctions
- 2022 : Festival international du film indépendant de Bordeaux : Grand Prix du jury pour Rapide[5]
- 2023 : Festival Premiers Plans d'Angers : Prix du Public pour RAPIDE[6]
- 2023 : Festival Côté court de Pantin : Prix du Meilleur Premier Film et Prix Label Jeune Création pour Rapide[7]
- 2023 : Festival du Film court en Plein air de Grenoble : Prix Unifrance pour Rapide[8]
- 2024 : César du meilleur court métrage de fiction : Nomination pour Rapide[9]